# Staurogyne subcapitata
Staurogyne subcapitata är en akantusväxtart som beskrevs av Cornelis Eliza Bertus Bremekamp. Staurogyne subcapitata ingår i släktet Staurogyne och familjen akantusväxter. Inga underarter finns listade i Catalogue of Life.